# Paternóster (ascensor)

Esquema animado de un paternóster.

Un paternóster es un ascensor que consiste en una cadena de compartimentos abiertos, habitualmente diseñados para dos personas, que sin detenerse se mueve lentamente en un ciclo hacia arriba y hacia abajo en un edificio.
A diferencia de los elevadores de pasajeros tradicionales, el diseño del paternóster no incluye puertas ni cabinas cerradas, lo que permite subir y bajar de los compartimientos en movimiento.
Si bien supone cierto riesgo debido a su movimiento constante (se estima que Alemania muere una persona por año en un paternóster), su funcionamiento permite reducir los tiempos de espera en comparación con un elevador tradicional, además de transportar a mayor cantidad de pasajeros en menos tiempo.
Según el Libro Guinness de los récords, el paternóster más grande del mundo tiene 38 cabinas y se encuentra en el edificio Arts Tower, de la Universidad de Sheffield. Puede transportar hasta 78 personas a la vez, alcanza 19 pisos en la torre de 78 metros de altura, y está en funcionamiento desde 1966.
El término paternóster se utiliza también en la industria logística para denominar a los modernos verticales rotativos o sistema de almacenamiento en carrusel.

## Historia
Llamado originalmente elevador cíclico, finalmente se impuso el nombre paternóster, proveniente de las primeras dos palabras del padrenuestro recitado en latín, que se le dio por su parecido con un rosario.

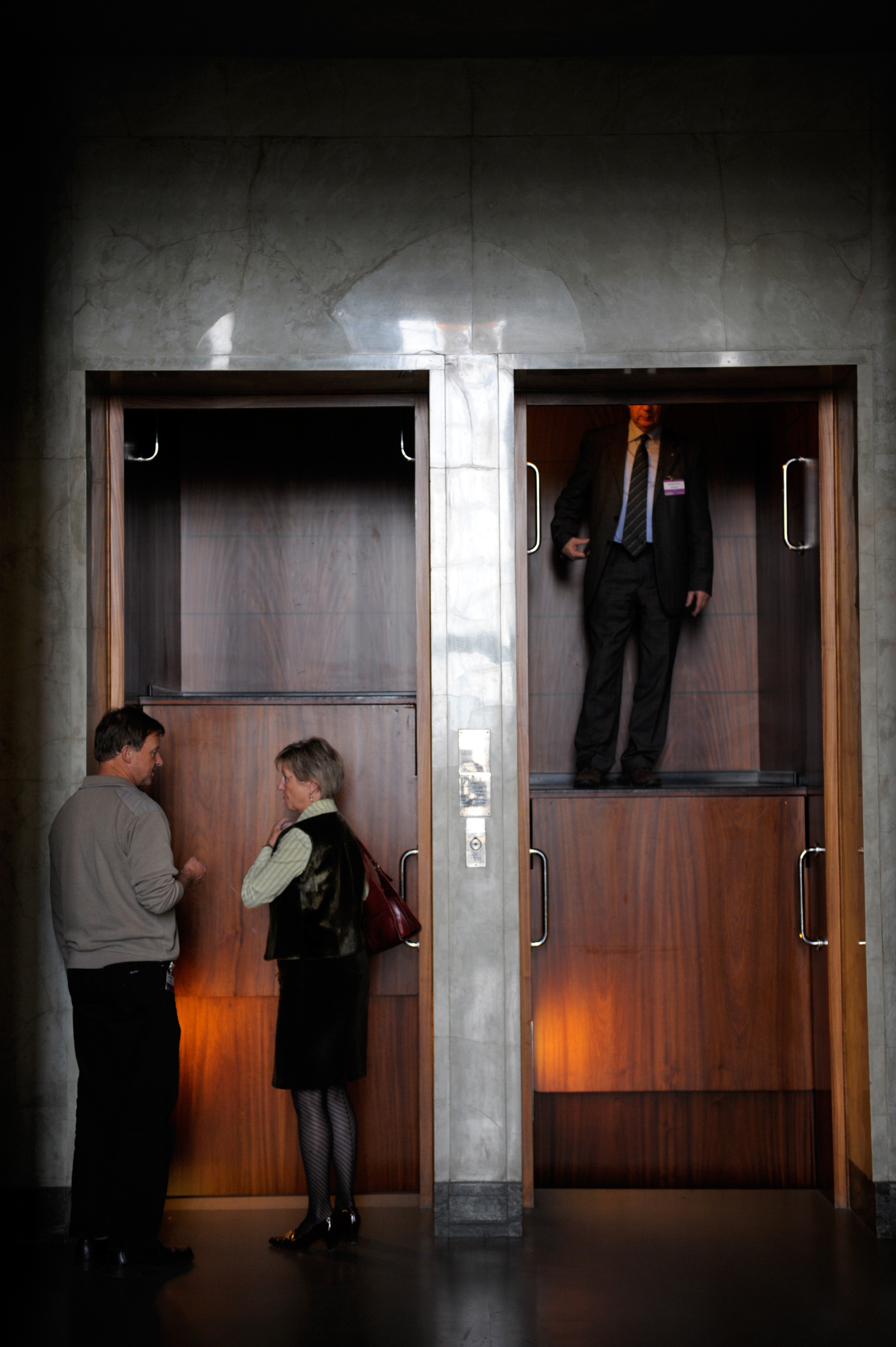
Paternóster en el Parlamento de Helsinki.

Inventado en la década de 1860 por el arquitecto de Liverpool Peter Ellis, el primer paternóster de pasajeros se instaló en 1884 en Londres, aunque algunas fuentes señalan que ya había un ascensor cíclico en 1880 en un edificio de Kent e incluso en 1868 funcionaba un modelo similar (aunque con ciertas diferencias) en el edificio Oriel Chambers de Liverpool.
Rápidamente se extendió su uso a otros países de Europa, especialmente Alemania, donde se adoptaron bajo el nombre paternosteraufzug. Se estima que hay unos 250 en funcionamiento y en 2015 estaba prevista su prohibición argumentando cuestiones de seguridad, pero la resistencia popular obligó a suspender la medida.

## En Alemania
Alemania incorporó el paternóster poco después de su invención. En Hamburgo había más de 100 en torno a 1900, mientras que en Berlín comenzó a implementarse en la década de 1920 debido a regulaciones que hasta entonces lo impedían.
Se conservan más de 200 unidades operativas en el país, principalmente en edificios administrativos e instituciones públicas.
Si bien el paternóster más antiguo en funcionamiento se construyó en 1910 y se encuentra en la Casa de la Industria de Viena, estaba previsto que el edificio Flüggerhaus de Hamburgo lo destronara, luego de que se encontrara un elevador de 1908 que se mantuvo oculto durante más de cuatro décadas y se decidiera su restauración. Aunque en 2022 se anunció la inminente puesta marcha del paternóster, en 2024 se detuvieron las obras de remodelación del edificio y el ascensor aún no había sido reinaugurado.

## En República Checa

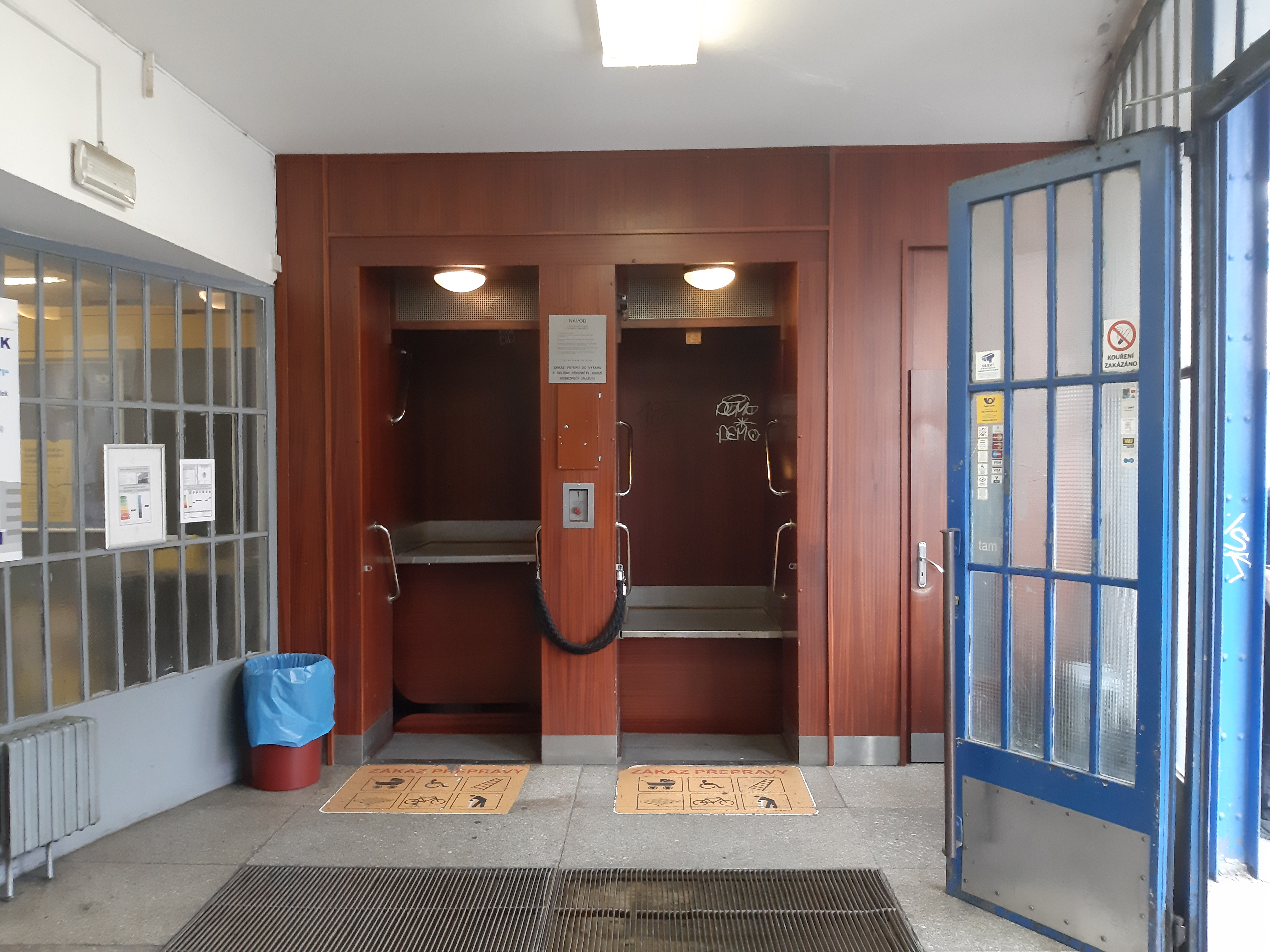
Paternóster en la oficina de correos de Brno.

República Checa tiene cerca de 70 paternóster en funcionamiento y alrededor de 30 en Praga, algunos de ellos accesibles al público. El primero se inauguró en 1911 en el nuevo ayuntamiento de la capital checa, que se volvió muy popular luego de aparecer en 2020 en la guía de viajes "Honest Guide", de un popular videobloguero. Esto provocó una carga excesiva en el ascensor y que la afluencia de numerosos turistas afectara las tareas habituales en el ayuntamiento, por lo que en 2024 se decidió cobrar una entrada que incluye una excursión guiada por algunos recintos oficiales.
Otro de los más antiguos de Praga es el del edificio de Český rozhlas, la radio pública nacional, que instaló en 1929 un paternóster estuvo en funcionamiento hasta 2020, cuando quedó fuera de servicio por cuestiones técnicas.

## En Países Bajos

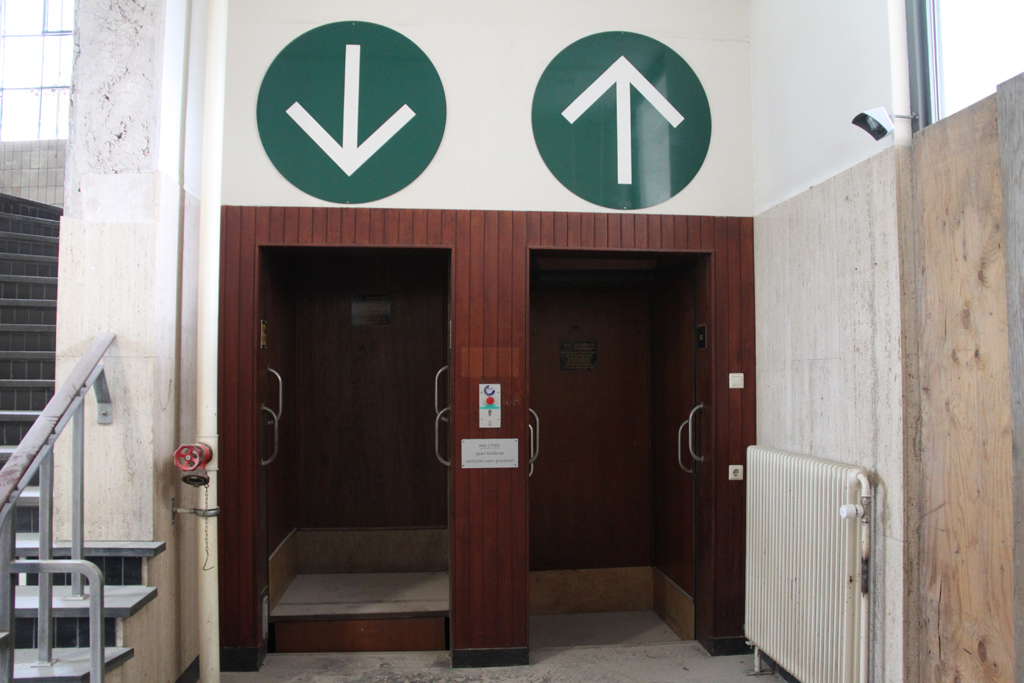
Paternóster en el edificio HaKa de Róterdam.

Aunque no fueron tan populares como en Inglaterra, Alemania y República Checa, Países Bajos contó con numerosos paternóster, principalmente en edificios de oficinas y universidades ya que permitían a los empleados y estudiantes trasladarse en repetidas ocasiones entre las distintas plantas con rapidez.
Debido a numerosos accidentes, los elevadores paternóster fueron prohibidos en el país. Se estima que quedan ocho paternóster en Países Bajos, de los cuales solamente dos están operativos en los museos de Scheepvaarthuis (Casa Marítima) de Ámsterdam y en la oficina de correos de Róterdam.
A fines de 2020 hubo propuestas para reintroducir el uso de paternóster en reemplazo de los ascensores tradicionales, en respuesta a las restricciones impuestas durante la pandemia de COVID-19, lo cual finalmente no prosperó.